# Campo Alegre (Brotas)
Campo Alegre é um povoado do município brasileiro de Brotas, no interior do estado de São Paulo.

## História
Campo Alegre é um bairro originado por volta de 1878, antes provavelmente foi área de parada de bandeirantes. O povoado se desenvolveu ao redor da estação ferroviária, inaugurada em 01/07/1885.
Possui uma capela dedicada a São Francisco de Assis, inaugurada em 1892. Esquecida por muitos anos, foi restaurada e voltou a receber celebrações em julho de 2017.

## Geografia
Está localizado a 17 km da cidade de Brotas, entre as cidades de São Carlos e Itirapina.